# Knittelfeld
Knittelfeld là một thành phố ở bang Styria, Áo, nằm hai bên bờ sông Mur. Đô thị này nằm ở khu vực có độ cao 645 mét trên mực nước biển. Tên của thị trấn này đã trở nên khét tiếng vì Cuộc đảo chính Knittelfeld vào ngày 7 tháng 9 năm 2002, một cuộc họp của đảng Đảng Tự do Áo, dẫn đến cuộc bầu cử Áo năm 2002.